# Digitaria tisserantii
Digitaria tisserantii är en gräsart som beskrevs av Jacq.-fel. Digitaria tisserantii ingår i släktet fingerhirser, och familjen gräs. Inga underarter finns listade i Catalogue of Life.